# Benedetto della Sassetta
Benedetto Orlandi della Sassetta, anche detto Benedetto della Sassetta (fl. XII secolo), è stato un nobile e politico italiano.

## Biografia
Benedetto, fu signore della Sassetta e governatore di Maiorca nel 1115. Nella storiografia recente e passata viene descritto come uno dei più potenti cittadini della repubblica di Pisa, al quale gli fu affidato Abu-l-Rabi Sulayman figlio di Mubassir, re della Taifa di Maiorca.